# ويليام لونغ (سياسي أمريكي)
ويليام لونغ (بالإنجليزية: William Long)‏ هو سياسي أمريكي، ولد في 24 يناير 1781، وتوفي في 22 فبراير 1851.